# The Attaché
The Attaché is een Israëlische serie uit 2019, geregisseerd door Eli Ben David. Seizoen 1 bestaat uit tien afleveringen van elk ongeveer 30 minuten. De serie werd geproduceerd door Hot. Héloïse Godet solliciteerde naar een rol in de serie, ook al sprak ze geen Hebreeuws.

## Synopsis
Een Israëlische muzikant landt in Parijs tijdens de aanslagen van 13 november 2015 in Frankrijk, en voegt zich bij zijn in Frankrijk geboren partner die onlangs de functie van Alia-attaché op de Israëlische ambassade heeft aanvaard.

## Hoofdrollen
- Eli Ben David
- Héloïse Godet
- Ilay Lax
- Patrick Braoudé
- Omer Dror
- Hanna Azoulay Hasfari
- Florence Bloch
- Ilan Hazan
- Laurence Oltuski
- Jean-Louis Tribes
- Karim Saïdi
- Zineb Triki
- Amos Oren
- Dana Semo
- Albert Iluz
- Olivier Broche
- Clara Symchowicz
- Ohad Knoller

## Recensies
Voor Laura Berny van Les Échos is het een "serie die niet al zijn beloften nakomt, maar niet zonder charme is". Alexandre Buyukodabas, van Les Inrockuptibles, is het eens over deze serie die "de existentiële vragen van een jonge expat-muzikant behandelt in een onhandige serie, maar met vertederende personages".